# جيمس ستروتش
جيمس ستروتش (30 سبتمبر 1921 – 30 نوفمبر 1998) هو مبارز بالسيف من الولايات المتحدة راحل، مثّل بلاده في الألعاب الأولمبية الصيفية 1952.

## روابط رياضية
جيمس ستروتش على موقع أوليمبيديا (الإنجليزية)